# António Morgado
Pour les articles homonymes, voir Morgado.
António Morgado (né le 28 janvier 2004 à Caldas da Rainha) est un coureur cycliste portugais.

## Biographie
En 2021 et 2022, António Morgado est l'un des coureurs les plus titrés au niveau national et international dans la catégorie des juniors (moins de 19 ans). Il remporte 41 succès en deux ans avec la Bairrada Cycling Team et la sélection portugaise. Il gagne notamment à deux reprises la Volta ao Concelho de Loulé, la Ruta do Albariño, la Vuelta al Besaya et le Tour du Portugal juniors. En 2022, il est lauréat du classement général du Giro della Lunigiana. La même année, il s'est également classé deuxième de la Course de la Paix juniors, de la Gipuzkoa Klasika et du Trophée Centre Morbihan. Aux championnats du monde juniors de Wollongong, il est battu dans un sprint à deux par Emil Herzog et décroche la médaille d'argent,.

### Hagens Berman Axeon (2023)
Pour la saison 2023, Morgado rejoint l'équipe continentale américaine Hagens Berman Axeon, où il retrouve le champion du monde juniors Emil Herzog. Dès sa deuxième course, il obtient sa première victoire sur le circuit UCI Europe Tour en remportant le classement général du  Tour international de Rhodes.

### UAE Emirates (depuis 2024)
Il rejoint l'équipe UAE Emirates pour la saison 2024, signant un contrat pour quatre saisons. En février 2024, il termine dixième du Tour de l'Algarve et remporte le maillot de meilleur jeune. Le 27 février 2024, il prend la deuxième place du Samyn, battu sur le fil par Laurenz Rex, les deux coureurs devant être départagés par la photo-finish.

## Palmarès sur route

### Cadet, junior et espoir
- 2019
  -  Champion du Portugal sur route cadets
  -  Champion du Portugal du contre-la-montre cadets
  - Coupe du Portugal cadets
- 2020
  -  Champion du Portugal sur route cadets
  -  Champion du Portugal du contre-la-montre cadets
- 2021
  -  Champion du Portugal du contre-la-montre juniors
  - Volta ao Concelho de Loulé :
    - Classement général
    - 2e étape

  - Coupe du Portugal juniors :
    - Classement général
    - 1re épreuve

  - Ruta do Albariño :
    - Classement général
    - Prologue

  - Gipuzkoa Klasika
  - Vuelta al Besaya :
    - Classement général
    - 3e et 4e étapes

  - 2e et 4e (contre-la-montre) étapes de la Bizkaiko Itzulia
  - Circuit de Curia
  - Tour du Portugal juniors :
    - Classement général
    - 1re et 3e (contre-la-montre) étapes

  - 2e de la Bizkaiko Itzulia
  - 2e de la Vuelta a Valladolid
  - 2e du championnat du Portugal sur route juniors
  - 6e du championnat du monde sur route juniors
- 2022
  -  Champion du Portugal sur route juniors
  -  Champion du Portugal du contre-la-montre juniors
  - Volta ao Concelho de Loulé :
    - Classement général
    - 2e étape

  - Coupe du Portugal juniors :
    - Classement général
    - 1re, 2e, 3e et 5e épreuves

  - Grande Prémio do Minho :
    - Classement général
    - 2e étape

  - Ruta do Albariño :
    - Classement général
    - Prologue et 1re étape

  - Vuelta al Besaya :
    - Classement général
    - 1re et 3e étapes

  - Vuelta a Valladolid :
    - Classement général
    - 1re et 2e (contre-la-montre) étapes

  - Vuelta Ribera del Duero :
    - Classement général
    - 1re et 3e étapes

  - Tour du Portugal juniors :
    - Classement général
    - 3e (contre-la-montre) et 5e étapes

  - Classement général du Giro della Lunigiana
  - 2e de la Gipuzkoa Klasika
  - 2e de la Course de la Paix juniors
  - 2e du Trophée Centre Morbihan
  -  Médaillé d'argent du championnat du monde sur route juniors
  - 9e du championnat d'Europe du contre-la-montre juniors
- 2023
  -  Champion du Portugal du contre-la-montre espoirs
  - Classement général du Tour international de Rhodes
  - 5e étape de l'Orlen Nations Grand Prix
  -  Médaillé d'argent du championnat du monde sur route espoirs

### Professionnel
- 2024
  -  Champion du Portugal du contre-la-montre
  - Tour de Romagne
  - 2e étape du Tour des Asturies
  - 2e du Samyn
  - 5e du Tour des Flandres
- 2025
  -  Champion du Portugal du contre-la-montre
  - Grand Prix Castellón
  - Figueira Champions Classic
  - 3e du Clàssica Comunitat Valenciana 1969-Gran Premio Valencia
  - 3e du Trofeo Calvià
  - 3e de la Flèche brabançonne
  - 3e de la Classique d'Ordizia
  - 7e de la ADAC Cyclassics Hamburg

### Classements mondiaux
| Année                                 | 2023 | 2024 |
| ------------------------------------- | ---- | ---- |
| Classement mondial                    | 293e | 129e |
| UCI Europe Tour                       | nc   | 103e |
|                                       |      |      |
| Légende : nc = non classéSource : UCI |      |      |